# Phaulacridium vittatum
Phaulacridium vittatum is een rechtvleugelig insect uit de familie veldsprinkhanen (Acrididae). De wetenschappelijke naam van deze soort is voor het eerst geldig gepubliceerd in 1920 door Yngve Sjöstedt. Hij deelde de soort aanvankelijk in bij een nieuw geslacht Biformalia als Biformalia vittata, maar het volgende jaar besloot hij dat Biformalia een synoniem moest zijn van Phaulacridium Brunner von Wattenwyl, 1893.
De soort was in Australië verzameld door Eric Mjöberg.
Het is een veel voorkomende sprinkhanensoort in zuid- en oost-Australië. Ze kent een generatie per jaar, waarbij de larven in de lente uit de eitjes komen en de volwassen insecten in de zomer verschijnen. Het is een plaaginsect dat bijvoorbeeld aanplantingen van jonge blauwe gombomen (Eucalyptus globulus globulus) beschadigt door ontbladering, die soms tot het afsterven van de bomen leidt.